# Oxyopes cornutus
Oxyopes cornutus là một loài nhện trong họ Oxyopidae.
Loài này thuộc chi Oxyopes. Oxyopes cornutus được Frederick Octavius Pickard-Cambridge miêu tả năm 1902.

## Hình ảnh

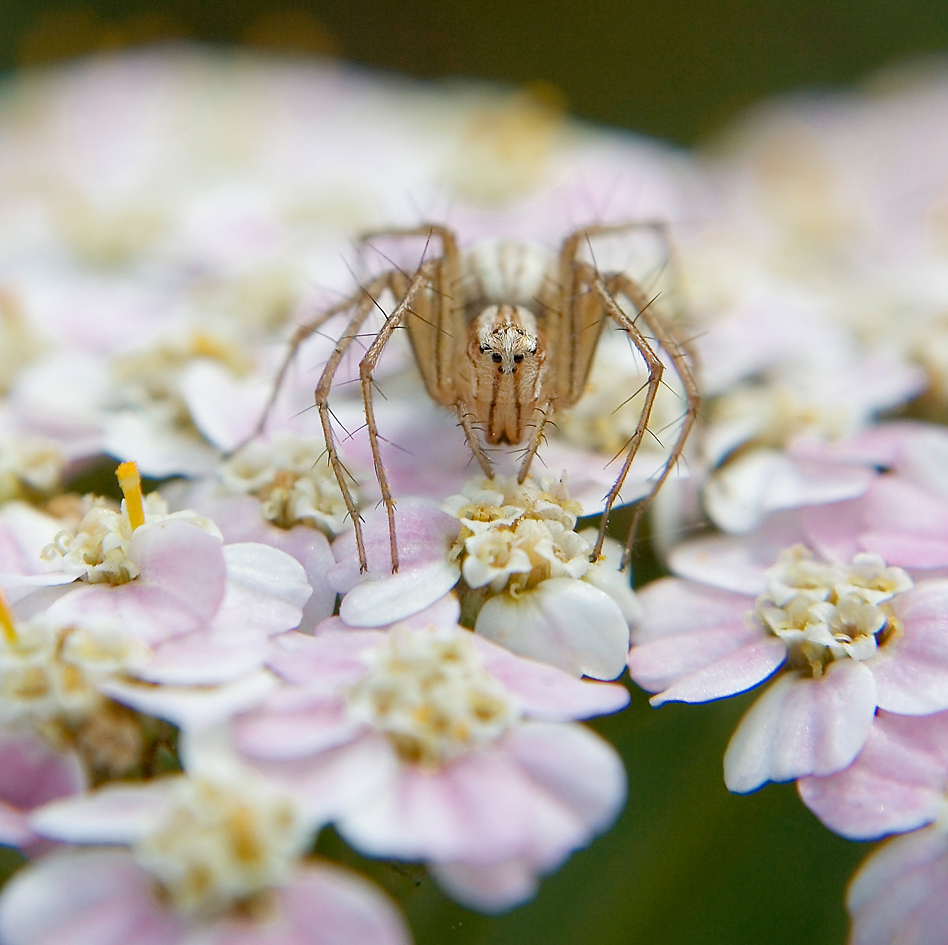
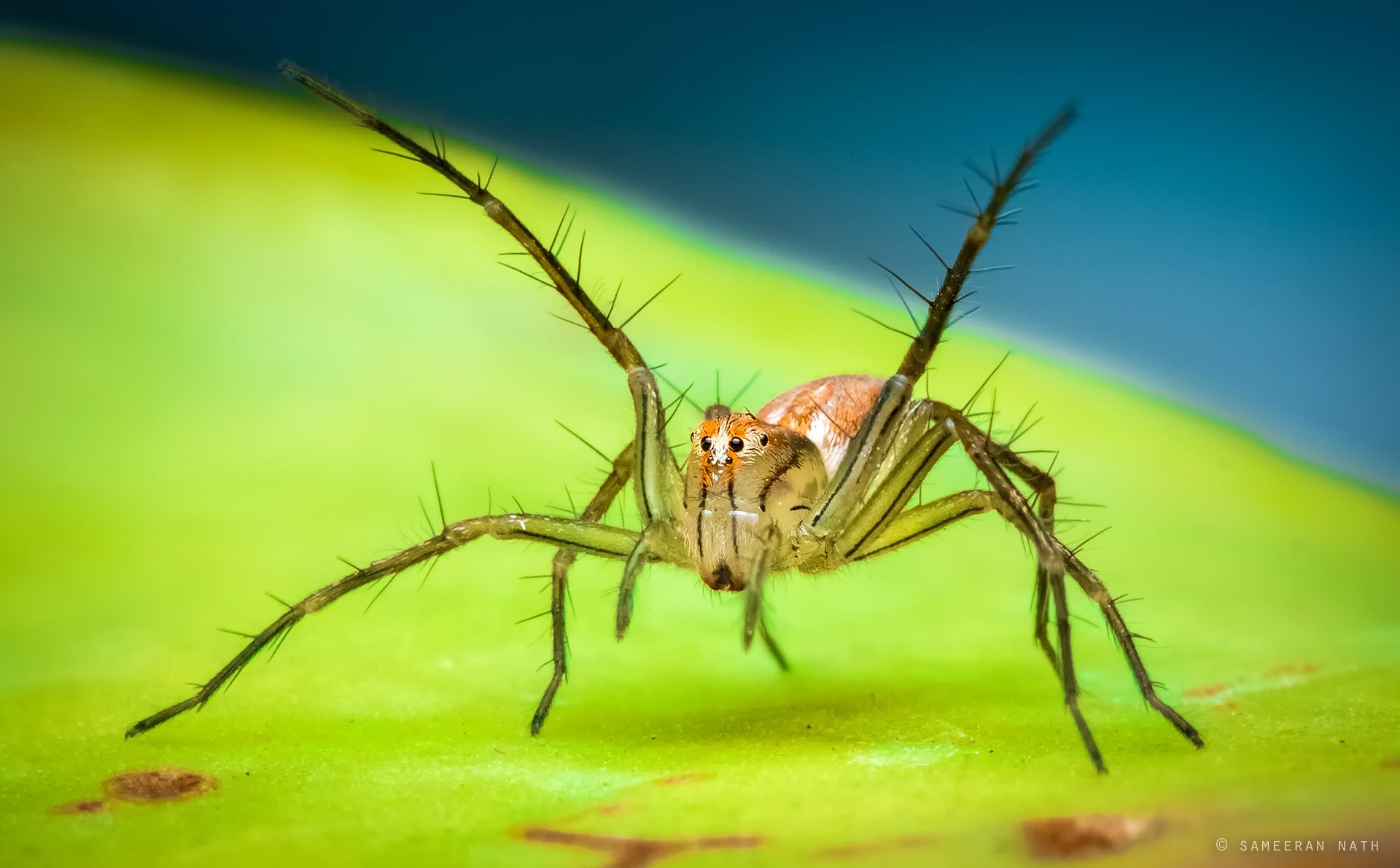
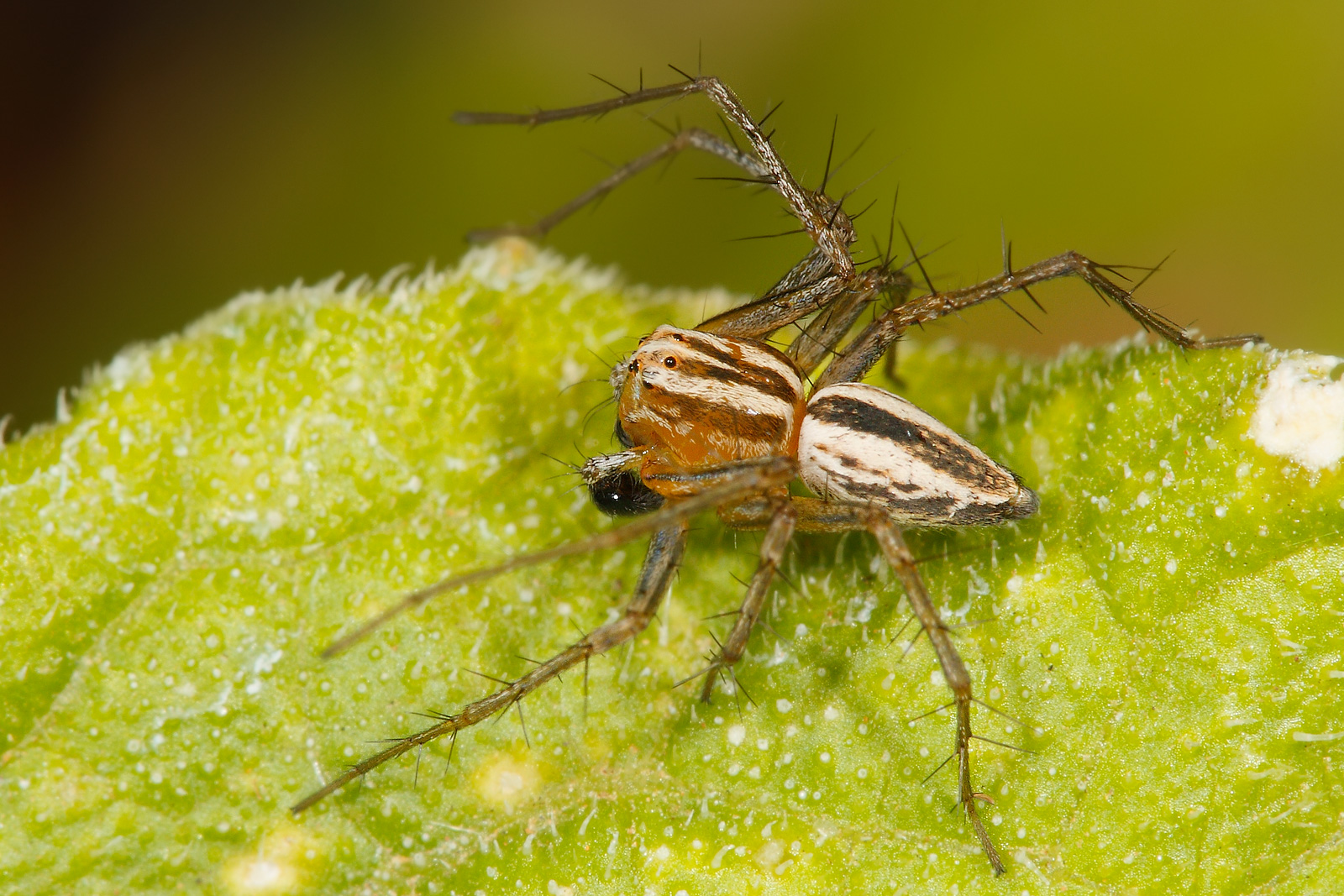
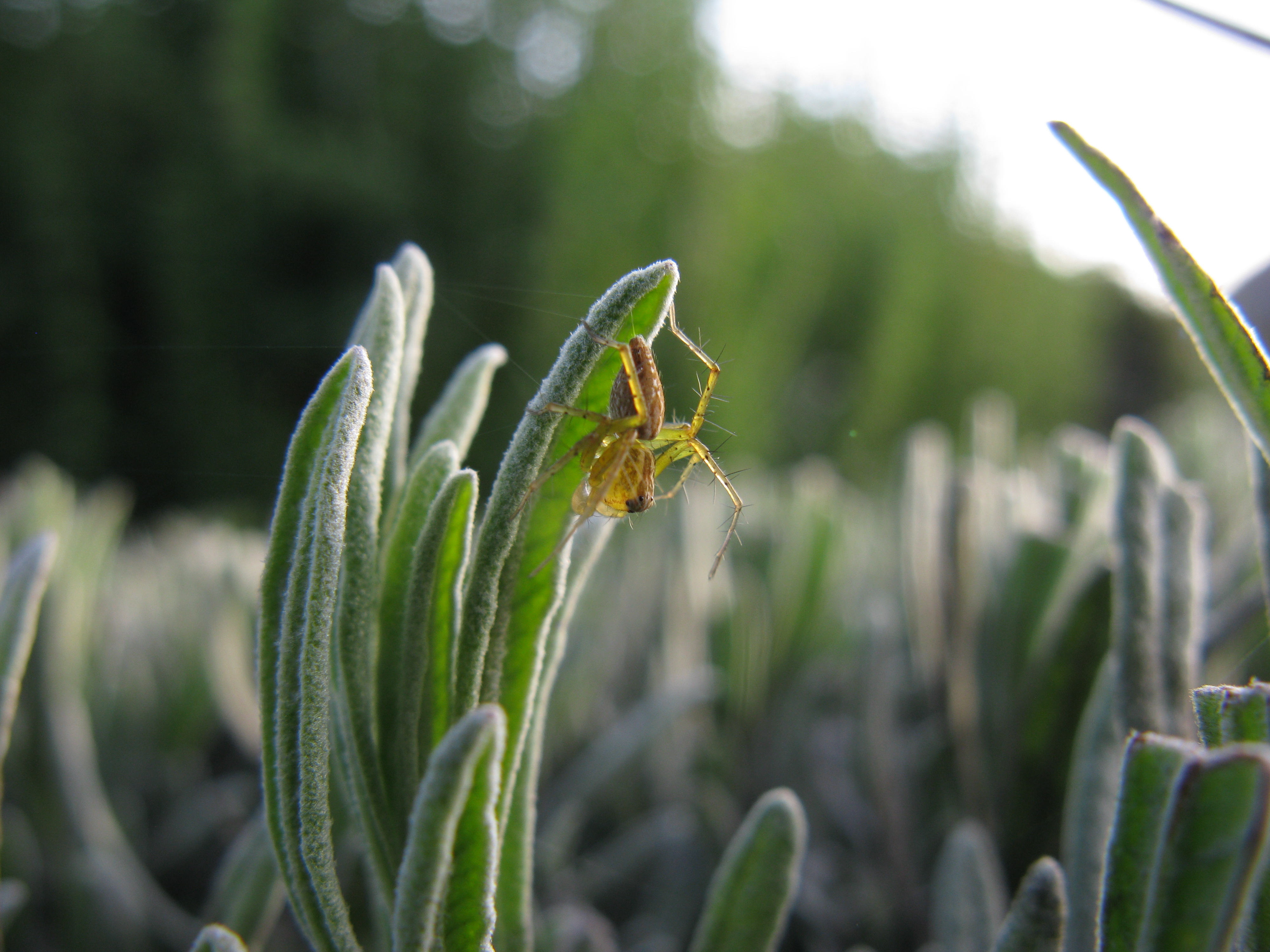